# Gamelia nigropunctata
Gamelia nigropunctata är en fjärilsart som beskrevs av Eugène Louis Bouvier 1930. Gamelia nigropunctata ingår i släktet Gamelia och familjen påfågelsspinnare. Inga underarter finns listade i Catalogue of Life.